# Madia
Madia es un género con 11 especies de plantas anuales o perennes, usualmente hierbas aromáticas con flores amarillas, perteneciente a la familia  Asteraceae. Son nativas del oeste de Norteamérica y sudoeste de Suramérica.
Hay especies productoras de aceite comestible, antiguamente muy usado y apreciado en la cocina mestiza chilena, el llamado «Aceite de Madi», obtenido del prensado de sus semillas.
EtimologíaMadia deriva del nombre vernáculo «Madi», que se usa para las especies Madia sativa en Chile,.

## Especies
- Madia anomala Greene
- Madia chilensis (Nutt.) Reiche
- Madia citrigracilis D.D.Keck
- Madia citriodora Greene
- Madia elegans D.Don ex Lindl.
- Madia exigua (Sm.) A.Gray
- Madia glomerata Hook.
- Madia gracilis (Sm. ex Sm.) D.D.Keck
- Madia radiata Kellogg
- Madia sativa Molina
- Madia subspicata D.D.Keck[3]

Para una descripción de las principales especies, ver  (en inglés).

## Sinónimos
- Madaria DC.
- Harpaecarpus Nutt.
- Biotia Cass.
- Amida Nutt.
- Madorella Nutt.
- Madariopsis Nutt.